# 30.ª Divisão de Infantaria (Alemanha)
A 30ª Divisão de Infantaria (em alemão: 30. Infanterie Division) foi uma divisão da Alemanha na Segunda Guerra Mundial, se tornando parte do exercito permanente em 1939 e lutando até o final do conflito.

## Comandantes
| Comandante                                     | Data                                           |
| ---------------------------------------------- | ---------------------------------------------- |
| Generalmajor Franz Böhme                       | 1 de Julho de 1939 - 19 de Julho de 1939       |
| General der Infanterie Kurt von Briesen        | (19 de Julho de 1939 - 25 de Novembro de 1940) |
| General der Infanterie Kurt von Tippelskirch   | (5 de Janeiro de 1941 - 5 de junho de 1942)    |
| General der Infanterie Thomas-Emil von Wickede | (5 de Junho de 1942 - 29 de Outubro de 1943)   |
| Generalmajor Gerhard Henke                     | (29 de Outubro de 1943 -? Setembro de 1943)    |
| Generalleutnant Paul Winter                    | (? Setembro de 1943 - 5 de Novembro de 1943)   |
| General der Infanterie Wilhelm Hasse           | (5 de Novembro de 1943 - 15 de Março de 1944)  |
| Generalleutnant Hans von Basse                 | (15 de Março de 1944 - 15 de Agosto de 1944)   |
| Generalmajor Otto Barth                        | (15 de Agosto de 1944 - 30 de Janeiro de 1945) |
| Generalleutnant Albert Henze                   | (30 de Janeiro de 1945 - 8 de maio de 1945)    |

## Área de operações
- Polônia  (Set 1939 - maio de 1940)
- Bélgica e França (Maio 1940 - junho de 1941)
- Frente Oriental, setor norte (Junho 1941 - maio de 1945)

## História
Formado em 1935 em torno do antigo 6. Infanterie Regiment da Reichswehr, sendo criada oficialmente no dia 1 de Outubro de 1936 em Lübeck, esta unidade era composta principalmente de recrutas de Schleswig-Holstein, região norte da Alemanha. Em 1938 destinava-se a ser uma unidade avanço na proposta de invasão da Tchecoslováquia. Foi mobilizada no dia 26 de Agosto de 1939 em preparação da Invasão da Polônia.
Em Setembro de1939 como parte do Heeresgruppe Süd, 8º Exército, X Corpo de Exército (General Ulex ), a 30. Infanterie Division, liderados pelo General von Briesen, viu uma ação muito pesada contra o Exército polaco na fase final da curta campanha. Após a ação, relatórios afirmam que num esforço de sua divisão, lutando no limite contra o contra-ataque polaco, General von Briesen conduziu pessoalmente o seu último batalhão de reserva para um combate desesperado, travando os polacos, mas perdeu o seu antebraço esquerdo na luta.
Ele foi visitado no Hospital por Keitel e Hitler, von Briesen foi premiado com a Cruz de ferro, pela sua coragem, e por manter a integridade das linhas do 8º Exército, ele foi o primeiro comandante divisional da guerra a ser adjudicado com esta medalha. A partir dai, o 30. Infanterie ficou conhecida como a Divisão Briesen. (Von Briesen foi promovido, e mais tarde se tornou Comandante Militar de Paris, 1940-42.)
A divisão lutou na Bélgica em maio de 1940 na Campanha Ocidental, e foi enviada para o Oriente em junho de 1941 para fazer parte de X Corpo de Exército, Heeresgruppe Nord - a maior formação com a qual ele iria permanecer até o fim da guerra.
Lutaram em Dvinsk em 1941, e mais tarde foram cercados sob o comando do Generalleutnant Emil von Wiekede, por mais de um ano com II Corpo de Exército em Demyansk em janeiro de 1942.
Ao serem libertados do cerco em Fevereiro de 1943, a Divisão Briesen lutou em Leningrado, novamente, como parte de X. Armeekorps, recuando com o resto do Heeresgruppe Nord através do Estados bálticos em 1944, foram se tornando cada vez mais cercados sendo renomeada Heeresgruppe Kurland em março de 1945, nos combates em Kurland Kessel tiveram um papel defensivo até à sua eventual rendição em 9 de maio de 1945.

## Organização

### Organização Geral
- Infanterie-Regiment 6
- Infanterie-Regiment 26
- Infanterie-Regiment 46
- Artillerie-Regiment 30
- Aufklärungs-Abteilung 30
- Panzerjäger-Abteilung 30
- Pionier-Bataillon 30
- Nachrichten-Abteiliung 30
- Sanitäts-Abteilung 30
- Feldersatz-Bataillon 30

### 1939
- Infanterie-Regiment 6
- Infanterie-Regiment 26
- Infanterie-Regiment 46
- Radfahr-Schwadron 30
- Artillerie-Regiment 30
- I. Abteilung
- II. Abteilung
- III. Abteilung
- I./Artillerie-Regiment 66
- Beobachtungs-Abteilung 30 (1)
- Pionier-Bataillon 30
- Panzerabwehr-Abteilung 30
- Nachrichten-Abteilung 30
- Feldersatz-Bataillon 30
- Versorgungseinheiten 30

### 1942
- Grenadier-Regiment 6
- Füsilier-Regiment 26
- Grenadier-Regiment 46
- Radfahr-Abteilung 30
- Artillerie-Regiment 30
- I. Abteilung
- II. Abteilung
- III. Abteilung
- I./Artillerie-Regiment 66
- Pionier-Bataillon 30
- Panzerjäger-Abteilung 30
- Nachrichten-Abteilung 30
- Feldersatz-Bataillon 30
- Versorgungseinheiten 30

## 1943-1945
- Grenadier-Regiment 6
- Füsilier-Regiment 26
- Grenadier-Regiment 46
- Füsilier-Bataillon 30
- Artillerie-Regiment 30
- I. Abteilung
- II. Abteilung
- III. Abteilung
- I./Artillerie-Regiment 66
- Pionier-Bataillon 30
- Panzerjäger-Abteilung 30
- Nachrichten-Abteilung 30
- Feldersatz-Bataillon 30
- Versorgungseinheiten 30